# Päpstliche Kommission für den Schutz von Minderjährigen
Die Päpstliche Kommission für den Schutz von Minderjährigen, umgangssprachlich auch Päpstliche oder Vatikanische Kinderschutzkommission genannt, wurde im Jahr 2014 von Papst Franziskus zum Schutz von Kindern und Jugendlichen vor sexuellem Missbrauch und körperlicher Misshandlung eingerichtet und ist seit dem Jahr 2015 tätig.

## Vorgeschichte
Verstärkt seit dem Jahr 2010 wurden zahlreiche Fälle und Vorwürfe körperlicher Misshandlung und sexuellen Missbrauchs an Kindern und Jugendlichen in der römisch-katholischen Kirche bekannt. Unter dem Eindruck dieser Entwicklung und auf Empfehlung des Kardinalsrates beschloss der 2013 gewählte Papst Franziskus, zur Vorbeugung und Aufarbeitung derartiger Straftaten eine spezielle Kommission einzurichten. Dies geschah im Jahr 2014, im folgenden Jahr wurden die Statuten des neuen Gremiums festgesetzt und dieses nahm seine praktische Arbeit auf.

## Gründung und Aufgabenstellung
Am 22. März 2014 richtete Papst Franziskus die Kommission mit Sitz in der Vatikanstadt ein. Sie soll mit der Kongregation für die Glaubenslehre kooperieren. Erster Vorsitzende wurde der Bostoner Erzbischof, Kardinal Seán Patrick O’Malley OFMCap. Die Kommission ist berechtigt, Berichte über die Wirksamkeit von Kinderschutzmaßnahmen anzufordern und mit Zweidrittelmehrheit Vorschläge an den Papst zu richten. Ihr können maximal 18 Personen als Mitglieder angehören; mit Stand vom 8. Mai 2015 waren es 17 Personen, darunter Psychotherapeuten, Sozialarbeiter, Missbrauchsopfer, Theologen und Rechtsexperten. Die Mitglieder werden für zunächst drei Jahre vom Papst ernannt und sollen zweimal jährlich in italienischer, spanischer und englischer Sprache tagen. Die erste Tagung fand vom 6.–7. Februar 2015 statt.

## Mitglieder
- Thibault Verny, französischer Geistlicher, Erzbischof von Chambéry (Mitglied ab 2022, Präsident seit 2025)[5]
- Luis Manuel Alí Herrera, kolumbianischer Geistlicher, Weihbischof in Bogotá (Sekretär, ernannt 2024)[6]
- Teresa Morris Kettelkamp, US-amerikanische Ex-Polizistin und Missbrauchsexpertin (Stellv. Sekretärin, ernannt 2024)[6]
- Gabriel Dy-Liacco, philippinischer Kinder- und Jugendtherapeut
- P. Hans Zollner SJ, deutscher Jesuit und Professor für Psychologe an der Gregoriana, Rom (bis 2023)
- Hanna Suchocka, polnische Politikerin, Diplomatin und Juristin
- Kayula Gertrude Lesa, sambesische Fachfrau für Kinderschutz, Menschenhandel und Flüchtlingsrechte
- Hermenegild Makoro CPS, südafrikanische Ordensschwester (Congregatio pretiosi sanguinis, Marianhiller Missionsschwestern vom Kostbaren Blut), Lehrerin und Sekretärin der südafrikanischen Bischofskonferenz
- Robert W. Oliver (ernannt 2014 als Sekretär), US-amerikanischer Geistlicher[7]
- Benyam Dawit Mezmur (ernannt 2018), äthiopischer Leiter des Kinderrechts-Komitees der UN
- Sr. Arina Gonsalves RJM (ernannt 2018), indische Ordensschwester (Religieuses de Jésus-Marie, Schwestern Jesu und Mariens)
- Neville Owen  (ernannt 2018), australischer Richter, Leiter des australischen Kinderschutz-Rates für Wahrheit, Gerechtigkeit und Heilung
- Sinalelea Fe’ao (ernannt 2018), Pädagogin aus Tonga
- Myriam Wijlens (ernannt 2018), niederländische Kirchenrechtlerin an der Universität Erfurt[8]
- Ernesto Caffo (ernannt 2018), italienischer Kinderpsychiater
- Sr. Jane Bertelsen FMDM (ernannt 2018), englische Ordensschwester (Franciscan Missionaries of the Divine Motherhood), Vizepräsidentin der nationalen Kinderschutzkommission im Vereinigten Königreich
- Nelson Giovanelli Rosendo Dos Santos (ernannt 2018), Mitgründer der Drogenheilanstalt „Facenda da Esperanza“, Brasilien
- Juan Carlos Cruz (ernannt 2021), Chile[9]
- Peter Karam (ernannt 2022), libanesischer Geistlicher, maronitischer Kurienbischof[10]
- Tim Brennan MSC (ernannt 2022)[10]
- Mary Niluka Perera RGS (ernannt 2022)[10]
- Annah Nyadombo HLMC (ernannt 2022)[10]
- Irma Patricia Espinosa Hernández (ernannt 2022)[10]
- Maud de Boer-Buquicchio (ernannt 2022)[10]
- Anne-Marie Emilie Rivet-Duval (ernannt 2022)[10]
- Teresa Devlin (ernannt 2022)[10]
- Ewa Kusz (ernannt 2022)[10]

Unter den Angehörigen der Kommission sind einige selbst als Minderjährige von Klerikern missbraucht worden, doch hätten sie entschieden, das nicht öffentlich zu machen, sondern diese Erfahrung ausschließlich in der Kommission einzubringen.

## Geschichte
Die päpstliche Kinderschutzkommission hat sich bereits mehrfach zum Schutz Minderjähriger vor körperlicher Misshandlung und sexuellem Missbrauch inner- und außerhalb der römisch-katholischen Kirche geäußert, teils in Übereinstimmung mit ihrem Gründer Papst Franziskus, teils auch mit Kritik an dessen Verhalten.

### 2014: Einsatz gegen Bischof Robert Finn
Im Jahr 2014 setzte sich der Kommissionsvorsitzende O’Malley bei Papst Franziskus für die Absetzung des Bischofs von Kansas City-Saint Joseph, des von Erzbischof Raymond Leo Burke zum Bischof geweihten und von Papst Benedikt XVI. zum Ortsbischof ernannten Opus-Dei-Mitglieds Robert Finn, ein. Dieser war im September 2012 zu einer zweijährigen Freiheitsstrafe auf Bewährung verurteilt worden, weil er im Jahr 2010 den Kinderpornografie herstellenden Diözesanpriester Shawn Ratigan durch zeitweilige Missachtung der strafbewehrten Anzeigepflicht für Sexualdelikte gedeckt hatte. Am 21. April 2015 akzeptierte Franziskus das Rücktrittsgesuch Finns, dessen Entlassung bereits während des vorherigen Pontifikats erfolglos von Katholiken in seinem Bistum und Opferverbänden gefordert worden war.

### 2015: Päpstliche Äußerungen zur Züchtigung von Kindern
Im Februar 2015 kritisierte die Kommission Papst Franziskus wegen dessen Äußerung, das Schlagen von Kindern sei „vertretbar, wenn dabei die Würde des Kindes gewahrt bleibe“. Das Kommissionsmitglied und Missbrauchsopfer Peter Saunders entgegnete, es gebe in unserer Zeit keinen Platz für körperliche Strafen. Der Vorsitzende Kardinal O’Malley kündigte an den Papst gerichtete Ratschläge seitens der Kommission an und äußerte, in ihr gehe es auch um die physische Misshandlung von Kindern; hiermit befasse sich eine gesonderte Arbeitsgruppe innerhalb der Kommission. Im Mai 2015 bekräftigte der Papst seine kontroversen Aussagen.

### 2015: Sexueller Missbrauch im Kirchenrecht
Im April 2015 regte die Kommission beim Kardinalsrat an, die Vertuschung sexuellen Missbrauchs durch Bischöfe als eigenständigen Straftatbestand in das Kirchenrecht aufzunehmen. Eine Sanktionsliste und eine Prozessordnung fehle, wodurch die Fälle gegen Bischöfe bislang direkt zum Papst gelangten. Der Vorschlag wurde von Papst Franziskus gebilligt. In der Folge wurde in der Kongregation für die Glaubenslehre eine Justizkommission eingerichtet, die Verfahren gegen des Amtsmissbrauchs beschuldigte Bischöfe durchführen soll.

### 2015: Distanzierung von Angaben des Kommissionsmitglieds Peter Saunders
Im Juni 2015 distanzierte sich die Kommission von Äußerungen ihres Mitglieds Peter Saunders, der selbst ein Opfer sexuellen Missbrauchs ist. Im Mai 2015 hatte Kommissionsmitglied Peter Saunders den australischen Kurienkardinal George Pell AC als „unhaltbar für den Vatikan“ bezeichnet und ihm vorgeworfen, als Erzbischof der Erzbistümer Sydney und Melbourne Missbrauchsfälle vertuscht und die Täter gedeckt zu haben. Saunders bezeichnete den Kardinal ferner als „kalt, hartherzig und fast soziopathisch“ und legte Papst Franziskus nahe, Pell aus seinen Ämtern zu entfernen.
Während George Pell Saunders juristische Schritte androhte, nahm Vatikansprecher Federico Lombardi Pell gegen die Vorwürfe Saunders’ in Schutz. Lombardi gab an, Nachforschungen anzustellen und Urteile zu einzelnen Fällen abzugeben sei nicht Aufgabe der Kommission; Saunders spreche nicht für diese. Die Kommission bestätigte letzteres. Pell bestritt, dem Neffen und Opfer des verurteilten pädophilen Priesters Gerald Ridsdale ein Schweigegeld angeboten zu haben, um eine Rücknahme der gegen den Täter vorgebrachten Anschuldigungen herbeizuführen.

### 2017: Austritt von Marie Collins
Im März 2017 verließ die irische Pädophiliegegnerin Marie Collins, selbst ein Opfer sexuellen Missbrauchs, die Kommission. Sie begründete ihren Schritt mit dem – so Collins – „Widerstand einiger Kurienmitglieder“ gegen deren Tätigkeit; der Mangel an Kooperationsbereitschaft seitens des am meisten mit Missbrauchsfällen befassten Dikasteriums sei skandalös. Papst Franziskus nahm den Rücktritt an. Auf Bitte des Kommissionsleiters, Kurienkardinal  Seán Patrick O’Malley, wolle sie künftig extern mit der Einrichtung kooperieren. Seit Collins’ Austritt gehört ihr kein Missbrauchsopfer mehr an. Der Präfekt der Kongregation für die Glaubenslehre, Gerhard Ludwig Müller, verteidigte hingegen das Verhalten der Kongregation. Deren Unterstützung sei nicht Aufgabe der Missbrauchskommission.

### 2023: Austritt von P. Hans Zollner SJ
P. Hans Zollner SJ, Theologe, approbierter Psychotherapeut und international anerkannter Fachmann für Prävention von sexuellem Missbrauch in der katholischen Kirche, teilte am 29. März 2023 mit, dass ér die Päpstliche Kommission für den Schutz von Minderjährigen verlassen habe; Papst Franziskus habe diesen Rücktritt am 14. März angenommen. Zollner kritisierte die Arbeit der Kommission besonders im Hinblick auf die Bereiche Compliance, Verantwortungsübernahme und Transparenz. So seien etwa die Auswahlkriterien für die Kommissionsmitglieder sowie deren genaue Rollen und Aufgaben unklar. Außerdem sehe er  die finanziellen Rechenschaftspflichten des Gremiums als unzureichend. Dies seien die Gründe für sein Ausscheiden.
Der Präsident der Kommission, Kardinal Sean O’Malley OFMCap, zeigte sich von dem Austritt überrascht und enttäuscht. Die geäußerte Kritik wies er zurück und erklärte, die Kommissiooin werde die Vorwürfe in den nächsten Wochen prüfen.